# Jack Harvey (coureur)

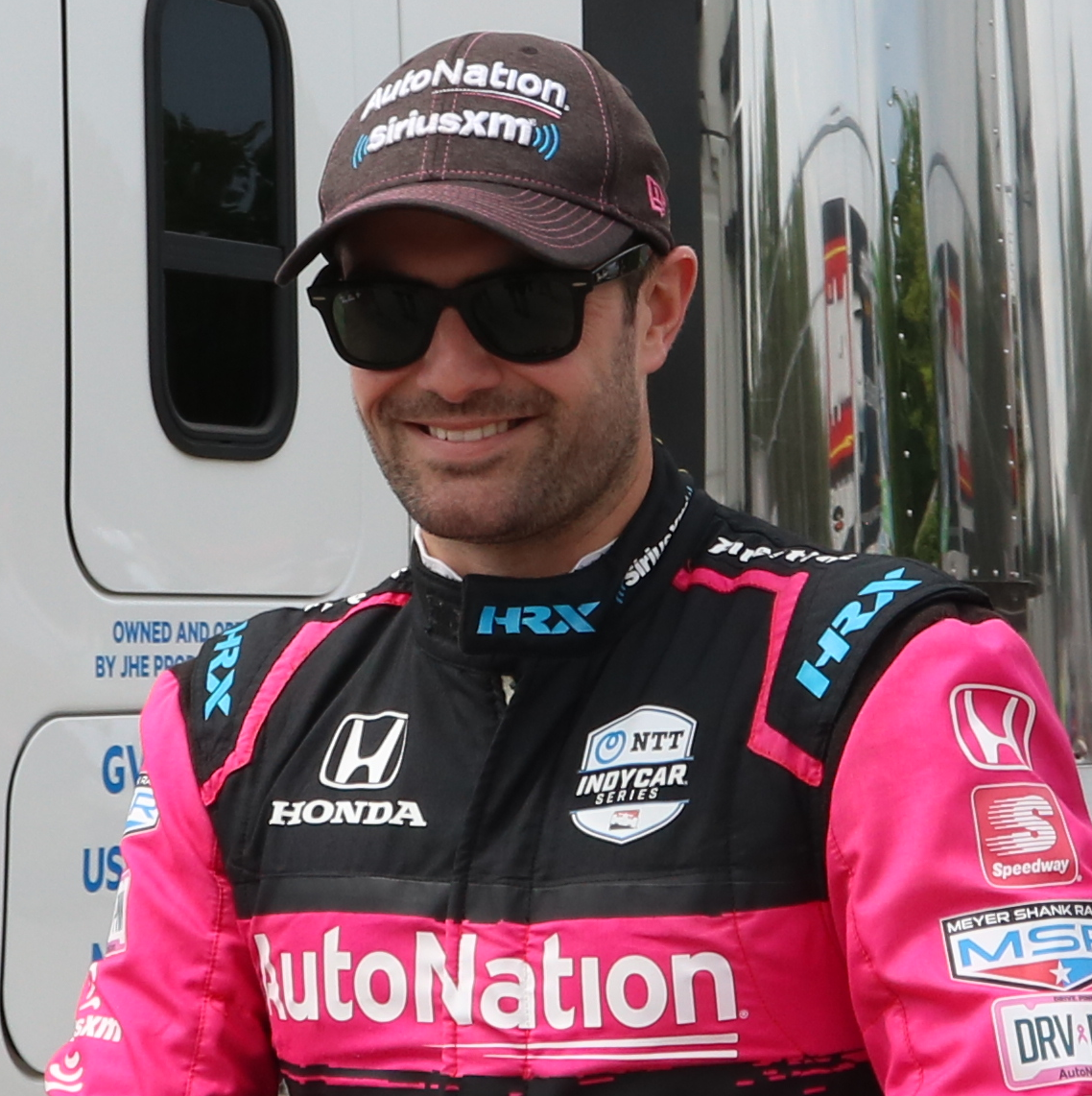
Jack Harvey in 2021

Jack Harvey (Bassingham, Lincolnshire, 15 april 1993) is een Brits autocoureur. In 2010 was hij lid van het McLaren Young Driver Programme, het opleidingsteam van het Formule 1-team McLaren. Hij is ook lid van de Racing Steps Foundation, dat jonge Britse coureurs helpt in het behalen van successen in nationale en internationale raceklassen.

## Carrière

### Formule BMW
Nadat hij van 2002 tot 2008 actief was in het karting, begon Harvey zijn carrière in het formuleracing in 2009 in de Europese Formule BMW voor het team Fortec Motorsport. Hij eindigde als zevende in het kampioenschap met één overwinning op Zandvoort. Door dit succes ontving hij van de BRDC de "Rising Star Award".
In 2010 bleef Harvey rijden in de Europese Formule BMW voor Fortec, waarbij hij het jaar als tweede eindigde achter Robin Frijns. Hij ging de laatste ronde van het kampioenschap in met 7 punten voorsprong op Frijns, waarbij hij in beide races pole position haalde. In de eerste race werd hij echter aangereden door Javier Tarancón, waardoor hij moest opgeven.

### Formule 3
In 2011 stapte Harvey over naar het Britse Formule 3-kampioenschap voor het team Carlin. Hij eindigde als negende in het kampioenschap, met één overwinning en vijf podiumplaatsen.
In 2012 bleef hij in de Britse Formule 3 rijden voor Carlin. Na 7 overwinningen en 12 podiumfinishes werd hij kampioen met 319 punten. Hiervoor heeft hij een Formule Renault 3.5 Series-rookietest gewonnen.

### GP3
Harvey tekende voor Lotus GP om in 2013 in de GP3 Series te gaan rijden. In dezelfde week werd hij ook bevestigd als coureurscoach voor Sean Walkinshaw Racing in het nieuwe BRDC Formule 4-kampioenschap.